# Grande Prêmio de Surfers Paradise de 2002 (CART)
O Grande Prêmio de Surfers Paradise de 2002 (oficialmente, Honda Indy 300 de 2002) foi a décima-sétima etapa da temporada de 2002 da CART.
A prova, que teve como vencedor o mexicano Mario Domínguez, da Herdez Competition, ficou marcada por um violento acidente na largada, quando vários carros bateram um contra o outro em plena reta dos boxes, que eliminaram da prova o também mexicano Adrián Fernández e o japonês Toranosuke Takagi, que chegou a decolar com seu Reynard-Toyota #5, assim como o norte-americano Jimmy Vasser, que também se envolveu no acidente - ao contrário dos 2 primeiros, o piloto da Rahal participou da relargada.
A corrida foi parada com bandeira vermelha, para que a reta dos boxes ficasse limpa. Das 40 voltas do GP, 33 foram em bandeira amarela (82,5% do percurso). e 30 delas foram com o safety car. Sem condições de prosseguir por causa da chuva, a direção optou em encerrar a corrida na volta 40.

## Resultados

### Treino classificatório
| Posição | País           | Piloto               | Equipe              | Chassi                    | Melhor tempo |
| ------- | -------------- | -------------------- | ------------------- | ------------------------- | ------------ |
| 1       | Brasil         | Cristiano da Matta   | Newman-Haas Racing  | Lola B2/00 Toyota         | 1:30.204     |
| 2       | Brasil         | Bruno Junqueira      | Chip Ganassi Racing | Lola B2/00 Toyota         | 1:30.214     |
| 3       | Brasil         | Tony Kanaan          | Mo Nunn Racing      | Lola B2/00 Honda          | 1:30.427     |
| 4       | Suécia         | Kenny Bräck          | Chip Ganassi Racing | Lola B2/00 Toyota         | 1:30.616     |
| 5       | Canadá         | Paul Tracy           | Team Green          | Lola B2/00 Honda          | 1:30.731     |
| 6       | Nova Zelândia  | Scott Dixon          | Chip Ganassi Racing | Lola B2/00 Toyota         | 1:30.810     |
| 7       | Japão          | Shinji Nakano        | Fernández Racing    | Lola B2/00 Honda          | 1:30.936     |
| 8       | Reino Unido    | Dario Franchitti     | Team Green          | Lola B2/00 Honda          | 1:31.040     |
| 9       | Espanha        | Oriol Servià         | Patrick Racing      | Reynard 02i Toyota        | 1:31.087     |
| 10      | México         | Adrián Fernández     | Fernández Racing    | Lola B2/00 Honda          | 1:31.351     |
| 11      | Estados Unidos | Jimmy Vasser         | Team Rahal          | Lola B2/00 Ford-Cosworth  | 1:31.369     |
| 12      | México         | Michel Jourdain Jr.  | Team Rahal          | Lola B2/00 Ford-Cosworth  | 1:31.709     |
| 13      | Brasil         | Christian Fittipaldi | Newman-Haas Racing  | Lola B2/00 Toyota         | 1:32.223     |
| 14      | Canadá         | Alex Tagliani        | Forsythe Racing     | Reynard 02i Ford-Cosworth | 1:32.300     |
| 15      | Canadá         | Patrick Carpentier   | Forsythe Racing     | Reynard 02i Ford-Cosworth | 1:32.367     |
| 16      | Estados Unidos | Michael Andretti     | Team Green          | Lola B2/00 Honda          | 1:32.439     |
| 17      | Japão          | Tora Takagi          | Walker Racing       | Reynard 02i Toyota        | 1:33.922     |
| 18      | México         | Mario Domínguez      | Herdez Competition  | Lola B2/00 Ford-Cosworth  | 1:33.655     |

### Corrida
| Pos. | Nº | Piloto               | Equipe              | Voltas | Tempo/Abandono      | Grid | Pontos |
| ---- | -- | -------------------- | ------------------- | ------ | ------------------- | ---- | ------ |
| 1    | 55 | Mario Domínguez      | Herdez Competition  | 40     | 2:00:06.524         | 18   | 20     |
| 2    | 32 | Patrick Carpentier   | Forsythe Racing     | 40     | +2.2 segs.          | 15   | 16     |
| 3    | 26 | Paul Tracy           | Team Green          | 40     | +2.5 segs.          | 5    | 14     |
| 4    | 12 | Kenny Bräck          | Chip Ganassi Racing | 40     | +2.7 segs.          | 4    | 12     |
| 5    | 10 | Tony Kanaan          | Mo Nunn Racing      | 40     | +4.8 segs.          | 3    | 10     |
| 6    | 33 | Alex Tagliani        | Forsythe Racing     | 40     | +7.8 segs.          | 14   | 8      |
| 7    | 27 | Dario Franchitti     | Team Green          | 40     | +9.9 segs.          | 8    | 6      |
| 8    | 1  | Cristiano da Matta   | Newman-Haas Racing  | 40     | +12.3 segs.         | 1    | 7      |
| 9    | 39 | Michael Andretti     | Team Green          | 40     | +13.5 segs.         | 16   | 4      |
| 10   | 9  | Michel Jourdain Jr.  | Team Rahal          | 40     | +13.6 segs.         | 12   | 3      |
| 11   | 11 | Christian Fittipaldi | Newman-Haas Racing  | 40     | +14.8 segs.         | 13   | 2      |
| 12   | 8  | Jimmy Vasser         | Team Rahal          | 40     | +16.2 segs.         | 11   | 1      |
| 13   | 52 | Shinji Nakano        | Fernández Racing    | 40     | +17.6 segs.         | 7    |        |
| 14   | 4  | Bruno Junqueira      | Chip Ganassi Racing | 40     | +18.1 segs.         | 2    | 1      |
| 15   | 44 | Scott Dixon          | Chip Ganassi Racing | 24     | Problema mecânico   | 6    |        |
| 16   | 20 | Oriol Servià         | Patrick Racing      | 11     | Problema mecânico   | 9    |        |
| 17   | 51 | Adrián Fernández     | Fernández Racing    | 0      | Acidente na largada | 10   |        |
| 18   | 5  | Tora Takagi          | Walker Racing       | 0      | Acidente na largada | 17   |        |

## Bandeiras amarelas
| Voltas | Causa               |
| ------ | ------------------- |
| 0-2    | Acidente na largada |
| 10-40  | Condições da pista  |

## Pilotos que lideraram o GP
| Voltas | Líder                |
| ------ | -------------------- |
| 1-10   | Cristiano da Matta   |
| 11-18  | Bruno Junqueira      |
| 19-29  | Cristiano da Matta   |
| 30-35  | Michael Andretti     |
| 36-36  | Christian Fittipaldi |
| 37-40  | Mario Domínguez      |

| Piloto               | Voltas na liderança |
| -------------------- | ------------------- |
| Cristiano da Matta   | 21                  |
| Bruno Junqueira      | 8                   |
| Michael Andretti     | 6                   |
| Mario Domínguez      | 4                   |
| Christian Fittipaldi | 1                   |

- Velocidade média: 179.920 km/h (55.849 mph)

## Links
- Resultado do GP de Surfers Paradise de 2002 - Superspeedway (em português)
- Resultados da prova